# 김홍도 필 마상청앵도
김홍도 필 마상청앵도(金弘道 筆 馬上聽鶯圖)는 대한민국 서울특별시 성북구 간송미술관에 있는, 조선시대 김홍도(1745～1806 이후)가 조선의 풍속을 소재로 삼아 자연과 교감하는 인간의 세심한 모습을 서정성 깊게 표현한 작품이다. 2018년 2월 22일 대한민국의 보물 제1970호로 지정되었다.

## 개요
‘김홍도 필 마상청앵도’는 조선 후기에 활약하며 최고의 화가로 높은 평가를 받았던 김홍도(1745～1806 이후)가 조선의 풍속을 소재로 삼아 자연과 교감하는 인간의 세심한 모습을 서정성 깊게 표현한 작품이다. 시동(侍童)을 대동한 선비가 말을 타고 길을 가던 중 꾀꼬리 한 쌍이 노니는 소리에 말을 멈추고 시선을 돌려 버드나무 위의 꾀꼬리를 무심히 바라보는 모습을 그린 것으로, 인물 묘사에 사용된 섬세한 필선, 말과 마구에 사용된 부드러운 필법, 선비의 시선과 표정, 대담한 공간감 등이 잘 어우러져 김홍도가 추구한 한국적인 정서가 잘 표출되었다.
이 작품은 김홍도의 다양한 작품세계를 알려줄 뿐만 아니라 화면 위에 동료 화가였던 이인문(李寅文, 1745～1824)의 시문이 쓰여 있어 두 사람의 우정을 알게 해 준다는 점에서 역사성이 높다. 조선 풍속화 중 가장 서정미가 뛰어난 작품으로 학술적․예술적 가치가 높다.

## 참고 자료
- 김홍도 필 마상청앵도 - 국가유산청 국가유산포털

1. 1 2 3  문화재청고시제2018-19호(국가지정문화재〈국보, 보물〉 지정 및 국가지정문화재〈보물〉 해제), 제19200호 / 관보(정호) / 발행일 : 2018. 2. 22. / 60 페이지 / 772.7KB